# 21 cm Nebelwerfer 42
21 cm Nebelwerfer 42 (21 cm Nb.W 42) — германская буксируемая реактивная пусковая установка — реактивный миномёт. В Красной Армии получил прозвище «ишак», за характерный рёв при полете мины, напоминающий крик ишака.

## Описание
Реактивный миномёт состоял из пяти стволов, которые перевозились на лафете орудия Pak 35/36. Впереди находился ручной стабилизатор-блокировщик, который срабатывал во время стрельбы и не позволял орудию упасть. Для стрельбы использовались ракеты 21 cm Wurfgranate, вращавшиеся в полёте, запускавшиеся от электрического разряда. Сопла ракеты, расположенные под углом к оси тела снаряда, обеспечивали вращение ракеты, стабилизируя её полёт. После выстрела ракеты выпускали большое количество дыма и пыли, что сильно демаскировало позицию миномёта.
Ракеты запускались по одной с небольшим интервалом. Время пуска всех 5 снарядов составляло 8 секунд. Снаряды не обладали сколь-нибудь высокими показателями аэродинамики, и точность оставляла желать лучшего. В среднем 50 % снарядов попадали в прямоугольник 500 на 130 метров.

## Использование

### Вермахт
В 1942—1945 годах выпущено 1487 пусковых установок 21 cm Nb.W.42 и 402 600 210-мм реактивных снарядов Wfr. Gr. 21 (Wurframmen Granate 21).

### В Люфтваффе

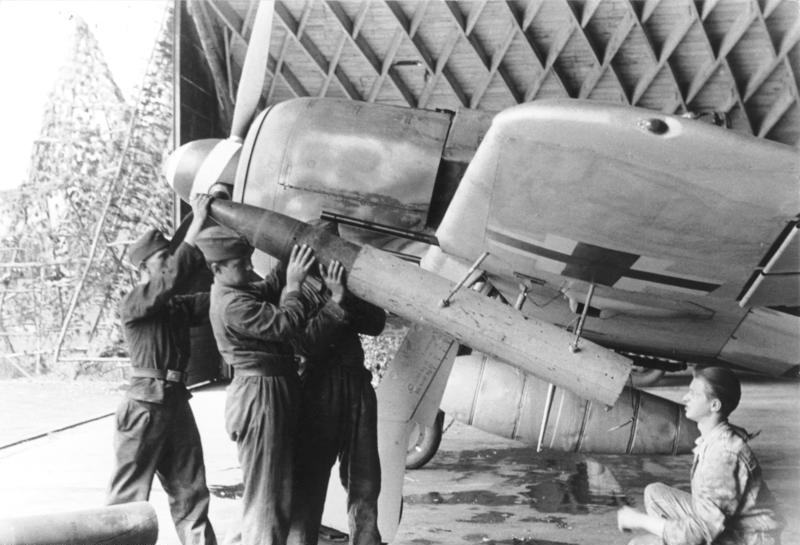
Заряжание ракетного миномёта на FW-190

В 1943 году ракетная установка была специально переоборудована для использования в люфтваффе. Снаряды, использовавшиеся при стрельбе, носили название Wfr. Gr. 21 или BR 21 (Bordrakete 21).
Истребители Focke-Wulf Fw 190, которые чаще всего вооружались такими ракетными установками, предназнались для противодействия стратегическим бомбардировкам Рейха союзниками: нанесения прямых ударов по бомбардировщикам или же отвлечения их ракетными залпами, открывая этим возможности для атаки другими истребителями люфтваффе.
Одиночные установки ставились на истребители Messerschmitt Bf.109 и Focke-Wulf Fw 190, а двойные установки (по одной под крыло) на Messerschmitt Bf.110. Согласно официальным документам, 29 июля 1943 истребители 1-й и 11-й истребительных эскадр вступили в бой близ Киля и Варнемюнде. По свидетельствам военных фотографов, в бою участвовали и венгерские пилоты за штурвалами Messerschmitt Me.210, и под крыльями этих тяжёлых истребителей находились не два, а три реактивных миномёта. Американские военные прозвали 21-см реактивные снаряды «пылающими бейсбольными мячиками» (flaming baseballs) — ночью ракета напоминала огненный шар.
Ожидалось, что эти ракеты станут основным оружием в борьбе с крупными формированиями бомбардировщиков, однако из-за низкой кучности стрельбы, а значит — и невысокой точности попадания, ракеты Dodel не сыграли какой-либо заметной роли в борьбе с бомбардировщиками.
Некоторые тяжёлые истребители типа Messerschmitt Me.410 также оснащались четырьмя реактивными миномётами Wfr. Gr. 21 по образцу Messerschmitt Bf.110, а один из них оснастили шестью миномётами, два из которых ставились под нос самолёта. Стволы, направленные под углом 15°, могли вращаться, а ракеты выпускались так, чтобы не повредить пропеллер самолёта. Испытательный полёт прошёл 3 февраля 1944, однако самолёт взорвался в воздухе в результате попытки выстрела. 

Аналогичная попытка установить реактивный миномёт на бомбардировщике Heinkel He 177 (предполагалась установка 33 направляющих под углом 60°) также была неудачной — лишь однажды, с расстояния двух километров, он безуспешно атаковал бомбардировщики США, а истребители прикрытия и вовсе сбили его.